# Kiran Kedlaya
Kiran Sridhara Kedlaya,  né en juillet 1974 à Silver Spring (Maryland)) est un mathématicien amérindien qui travaille en théorie des nombres et en géométrie algébrique arithmétique. Il est professeur de mathématiques et titulaire de la chaire Stefan E. Warschawski en mathématiques à l'université de Californie à San Diego.

## Biographie
Kiran Kedlaya est né dans une famille d'origine Tulu Brahmane. À 16 ans, Kedlaya remporte une médaille d'or à l'Olympiade internationale de mathématiques et gagne l'année d'après une médaille d'argent et puis une autre médaille d'or. Étudiant de premier cycle à Harvard, il est trois fois boursier Putnam en 1993, 1994 et 1995. Un article de 1996 du journal Harvard Crimson le décrit comme « le meilleur étudiant en mathématiques d'âge universitaire aux États-Unis ».
En 1996, il obtient un B. Sc. en mathématiques et en physique à l'université Harvard et, en 1997, un M. Sc. en mathématiques à l'université de Princeton. En 1997, il est étudiant à l'université de Californie à Berkeley et, en 2000, il obtient son Ph.D. au Massachusetts Institute of Technology (MIT) sous la direction de Aise Johan de Jong (Descent theorems for overconvergent F-Crystals).  En tant que post-doctorant, il est au Mathematical Sciences Research Institute et Visiting Assistant Professor à l'université de Californie, Berkeley. En 2003, il devient Assistant Professor au MIT et Associate Professor en 2007. En 2009, il devient Associate Professor et, en 2011, Professor à l'université de Californie à San Diego.

## Recherche
Kedlaya est finaliste pour le prix Morgan 1995, pour un article dans lequel il améliore considérablement les résultats de László Babai et Vera Sós (1985) sur la taille du plus grand sous-ensemble sans produit d'un groupe fini d'ordre n.
Kedlaya s'intéresse en particulier aux méthodes analytiques p-adiques en géométrie arithmétique et en théorie de Hodge p-adique, aux algorithmes en géométrie arithmétique et aux applications en cryptographie. En 2004, il a prouvé le théorème de monodromie locale p-adique indépendamment de Zoghman Mebkhout et de Yves André.

## Prix et distinctions
En 2006 Kedlaya obtient un Presidential Early Career Award for Scientists and Engineers et en 2016 le  prix George-Pólya de la Mathematical Association of America. 
Il est conférencier invité au Congrès international des mathématiciens en 2010 à Hyderabad ; titre de sa communication : Relative p-adic Hodge Theory and Rapoport-Zink Period Domain.
En 2012, il devient membre de l'American Mathematical Society.

## Publications (sélection)
- Kiran S. Kedlaya, p-adic Differential Equations, Cambridge University Press, coll. « Cambridge Studies in Advanced Mathematics » (no 199), 2e éd., xx+ 496[15]
- Kiran Sridhara Kedlaya, Jonathan Michael Kane et Evan M. O'Dorney, The William Lowell Putnam Mathematical Competition 2001-2016 : problems, solutions, and commentary, 2020 (ISBN 978-1-4704-5427-2)
- avec David Savitt, Dinesh Thakur, Matt Baker, Brian Conrad, Samit Dasgupta, Jeremy Teitelbaum P-adic Geometry, Conférences de l'Arizona Winter School 2007, American Mathematical Society 2008
- avec Bjorn Poonen, Ravi Vakil The William Lowell Putnam Mathematical Competition 1985-2000: Problems, Solutions and Commentary, Mathematical Association of America, 2002